# پارک ملی قارقاره‌لی
پارک ملی قارقاره‌لی (به قزاقی: Қарқаралы ұлттық паркі، قارقارالى ۇلتتىق پاركى) یک پارک ملی در قزاقستان است که در استان قراغندی، شهرستان قارقاره‌لی واقع شده‌است.

## تاریخچه و مدیریت
این منطقه برای اولین بار در سال ۱۸۸۴ تحت حفاظت جنگل قارقاره‌لی قرار گرفت. در سال ۱۸۸۹، ساخت و ساز در بسیاری از محدوده های پارک از جمله تولکبای، آیوشات، کوکتوب، بدایک، تونکوروس و دیگر مناطق آغاز شد. در سال ۱۹۱۳، یک کابین چوبی برای خدمت به عنوان خانه نگهبان جنگل ساخته شد. کابین از آن زمان به دلیل جذابیت و موقعیت آن در پارک محبوب شده است.
قبل از انقلاب بلشویکی، تمام کلبه های جنگلی سابق به نیروهای ارتش، قزاق های قارقاره‌لی و مردم محلی اختصاص داده شد. کلبه های جنگلی کنت و قارقاره‌لی بخشی از خزانه جنگل قارقاره‌لی و دارایی دولتی بودند. پس از انقلاب اکتبر، کل منطقه جنگلی بخشی از صندوق جنگل های دولتی شد.
با دستخوش چندین تغییر اداری در سال ۱۹۴۷، اداره جنگلداری قارقاره‌لی سازماندهی شد. در اوایل دهه ۱۹۹۰ کار بر روی ایجاد پارک ملی آغاز شد. در ۱ دسامبر ۱۹۹۸، دولت ملی قزاقستان فرمانی مبنی بر تبدیل این منطقه به پارک ملی قارقاره‌لی را تصویب کرد.
هدف اولیه پارک ملی حفاظت و احیای منطقه طبیعی در محدوده پارک است.
مدیریت پارک به چهار بخش تقسیم می شود:
• بخش اداری
• اداره حفاظت و مدیریت حیات وحش
• دپارتمان علوم، آموزش محیط زیست و گردشگری
• وزارت دارایی
این پارک ۱۲۰ کارمند دارد. ۱۰۴ نفر از این افراد بازرس جنگل های دولتی هستند.